# Xicheng (köpinghuvudort i Kina, Shandong Sheng, lat 37,31, long 120,75)
Xicheng (kinesiska: 西城, 西城镇) är en köpinghuvudort i Kina. Den ligger i provinsen Shandong, i den östra delen av landet, omkring 340 kilometer öster om provinshuvudstaden Jinan. Antalet invånare är 19 104. Befolkningen består av 9 271 kvinnor och 9 833 män. Barn under 15 år utgör 10,0 %, vuxna 15-64 år 75 %, och äldre över 65 år 13,0 %.
Runt Xicheng är det tätbefolkat, med 319 invånare per kvadratkilometer. Närmaste större samhälle är Zhuangyuan, 6,7 km öster om Xicheng. Trakten runt Xicheng består till största delen av jordbruksmark.
Genomsnittlig årsnederbörd är 747 millimeter. Den regnigaste månaden är juli, med i genomsnitt 283 mm nederbörd, och den torraste är januari, med 11 mm nederbörd.